# Persone di cognome Conti
| Questa pagina contiene informazioni ricavate automaticamente dalle voci biografiche con l'ausilio del template Bio e di un bot. L'aggiornamento è periodico e automatico e ricostruisce completamente la pagina. Se manca una persona in questa lista, sei pregato di non aggiungerla, ma accertati piuttosto che la sua voce biografica contenga il template Bio e che i dati anagrafici siano correttamente compilati. Se il template Bio manca, inseriscilo tu stesso o, in alternativa, metti l'avviso {{tmp\|Bio}} che ne segnala la mancanza. Se i dati riportati sono sbagliati, correggi direttamente la voce biografica; le modifiche saranno visibili in questa lista entro pochi giorni. Per chiarimenti vedi il progetto antroponimi. La lista contiene solo le 150 persone che sono citate nell'enciclopedia e per le quali è stato implementato correttamente il template Bio. Pagina aggiornata al 23 giu 2025. |

Questa è una lista di persone presenti nell'enciclopedia che hanno il cognome Conti, suddivise per attività principale.

## Abati(1)
- Giuseppe Conti, abate, matematico e inventore italiano (Pellegrino Parmense, n. 1779 - Napoli, † 1855)

## Allenatori di calcio(1)
- Andrea Conti, allenatore di calcio e ex calciatore italiano (Roma, n. 1977)

## Allenatrici di calcio(1)
- Pamela Conti, allenatrice di calcio e ex calciatrice italiana (Palermo, n. 1982)

## Architetti(1)
- Arturo Conti, architetto italiano (Livorno, n. 1823 - Livorno, † 1900)

## Arcivescovi cattolici(2)
- Luigi Conti, arcivescovo cattolico italiano (Urbania, n. 1941 - Fermo, † 2021)
- Mario Joseph Conti, arcivescovo cattolico britannico (Elgin, n. 1934 - Glasgow, † 2022)

## Astronome(1)
- Gabriella Conti Armellini, astronoma italiana (Roma, n. 1891 - † 1974)

## Attori(7)
- Alexander Conti, attore canadese (Ontario, n. 1993)
- Bruno Conti, attore, doppiatore e regista teatrale italiano (Roma, n. 1961)
- Ettore Conti, attore e doppiatore italiano (Sesto San Giovanni, n. 1924 - Formello, † 2018)
- Al Cliver, attore italiano (Alessandria d'Egitto, n. 1951)
- Tom Conti, attore, regista teatrale e romanziere britannico (Paisley, n. 1941)
- Ugo Conti, attore italiano (Milano, n. 1955)
- Vince Conti, attore statunitense (n. 1930 - † 2018)

## Attrici(3)
- Chiara Conti, attrice italiana (Firenze, n. 1974)
- Daniela Conti, attrice italiana (Messina, n. 1958)
- Dodi Conti, attrice italiana (Córdoba, n. 1960)

## Attrici pornografiche(1)
- Natasha Kiss, ex attrice pornografica italiana (Cairo Montenotte, n. 1973)

## Avvocati(2)
- Alfredo Conti, avvocato e politico italiano (Cremona, n. 1894 - † 1978)
- Antonio Conti, avvocato e commediografo italiano (Acqualagna, n. 1897 - Pesaro, † 1968)

## Biochimiche(1)
- Elena Conti, biochimica italiana (Varese, n. 1967)

## Bobbisti(1)
- Giacomo Conti, bobbista italiano (Palermo, n. 1918 - Verona, † 1992)

## Calciatori(20)
- Conti, calciatore italiano
- Andrea Conti, ex calciatore italiano (Lecco, n. 1994)
- Bruno Conti, ex calciatore, allenatore di calcio e dirigente sportivo italiano (Nettuno, n. 1955)
- Daniele Conti, ex calciatore italiano (Fossombrone, n. 1962)
- Emilio Conti, calciatore e allenatore di calcio italiano (Teramo, n. 1920)
- Gaetano Conti, calciatore italiano (Palermo, n. 1919 - Palermo, † 2002)
- Germán Conti, calciatore argentino (Santa Fe, n. 1994)
- Giacomo Conti, calciatore italiano (Verona, n. 1920)
- Giacomo Conti, calciatore sammarinese (n. 1999)
- Leopoldo Conti, calciatore italiano (Milano, n. 1901 - Milano, † 1970)
- Mario Conti, calciatore italiano (Motta Visconti, n. 1935 - Motta Visconti, † 2020)
- Matías Conti, ex calciatore argentino (Reconquista, n. 1990)
- Oliviero Conti, calciatore italiano (Milano, n. 1933 - Matteria, † 1973)
- Paolo Conti, ex calciatore italiano (Riccione, n. 1950)
- Paolo Conti, ex calciatore sammarinese (n. 1971)
- Raúl Conti, calciatore argentino (Pergamino, n. 1928 - Buenos Aires, † 2004)
- Secondo Conti, calciatore italiano
- Serafino Conti, calciatore italiano (Teramo, n. 1921)
- Silvestre Conti, calciatore argentino (n. 1901)
- Ugo Conti, calciatore e allenatore di calcio italiano (Pisa, n. 1916 - Livorno, † 1983)

## Cantanti(2)
- Alessandro Conti, cantante italiano (Sassuolo, n. 1980)
- Sonia Gigliola Conti, cantante italiana (Senigallia, n. 1952)

## Cantautrici(1)
- Silvia Conti, cantautrice e attrice teatrale italiana (Firenze, n. 1962)

## Cardinali(9)
- Bernardo Maria Conti, cardinale e vescovo cattolico italiano (Roma, n. 1664 - Roma, † 1730)
- Carlo Conti, cardinale e vescovo cattolico italiano (Roma, n. 1556 - Roma, † 1615)
- Francesco Conti, cardinale e arcivescovo cattolico italiano (Roma - Roma, † 1521)
- Giannicolò Conti, cardinale e vescovo cattolico italiano (Poli, n. 1617 - Ancona, † 1698)
- Giovanni Conti, cardinale e arcivescovo cattolico italiano (Roma, n. 1414 - Roma, † 1493)
- Giovanni Conti, cardinale italiano (Sutri - † 1182)
- Innocenzo Conti, cardinale e arcivescovo cattolico italiano (Roma, n. 1731 - Frascati, † 1785)
- Lucido Conti, cardinale italiano (Roma, n. 1388 - Bologna, † 1437)
- Pietro Paolo Conti, cardinale italiano (Camerino, n. 1689 - Roma, † 1770)

## Cestiste(2)
- Francesca Conti, cestista italiana (Umbertide, n. 1998)
- Gina Conti, cestista statunitense (Grove City, n. 1999)

## Cestisti(5)
- Andrea Conti, ex cestista e dirigente sportivo italiano (Rho, n. 1974)
- Francesco Conti, ex cestista e allenatore di pallacanestro italiano (Brescia, n. 1983)
- Luca Conti, cestista italiano (Trento, n. 2000)
- Paolo Conti, ex cestista e allenatore di pallacanestro italiano (Rho, n. 1969)
- Paolo Conti, ex cestista, scultore e pittore italiano (Bologna, n. 1938)

## Ciclisti su strada(6)
- Costantino Conti, ex ciclista su strada italiano (Nibionno, n. 1945)
- Franco Conti, ex ciclista su strada italiano (Montefalco, n. 1951)
- Maurizio Conti, ex ciclista su strada italiano (Imola, n. 1962)
- Noè Conti, ciclista su strada italiano (Montefalco, n. 1933 - Roma, † 2015)
- Roberto Conti, ex ciclista su strada italiano (Faenza, n. 1964)
- Valerio Conti, ciclista su strada italiano (Roma, n. 1993)

## Compositori(3)
- Carlo Conti, compositore italiano (Arpino, n. 1796 - Napoli, † 1868)
- Francesco Bartolomeo Conti, compositore italiano (Firenze - Vienna, † 1732)
- Bill Conti, compositore, direttore d'orchestra e arrangiatore statunitense (Providence, n. 1942)

## Condottieri(1)
- Torquato II Conti, III duca di Poli e Guadagnolo, condottiero italiano (Roma, n. 1591 - Ferrara)

## Conduttori radiofonici(1)
- Febo Conti, conduttore radiofonico e conduttore televisivo italiano (Bresso, n. 1926 - Desenzano del Garda, † 2012)

## Conduttori televisivi(1)
- Carlo Conti, conduttore televisivo, conduttore radiofonico e autore televisivo italiano (Firenze, n. 1961)

## Danzatrici(1)
- Petra Conti, danzatrice italiana (Anagni, n. 1988)

## Dirigenti d'azienda(1)
- Fulvio Conti, dirigente d'azienda e dirigente pubblico italiano (Roma, n. 1947)

## Dirigenti sportivi(1)
- Daniele Conti, dirigente sportivo e ex calciatore italiano (Nettuno, n. 1979)

## Doppiatori(1)
- Vladimiro Conti, doppiatore italiano (Roma, n. 1955)

## Esploratori(1)
- Niccolò de' Conti, esploratore italiano (Chioggia, n. 1395 - † 1469)

## Esploratrici(1)
- Anita Conti, esploratrice e fotografa francese (Ermont, n. 1899 - Douarnenez, † 1997)

## Filosofi(1)
- Augusto Conti, filosofo italiano (San Miniato, n. 1822 - Firenze, † 1905)

## Generali(1)
- Appio Conti, generale italiano (Poli, n. 1558 - Noyon, † 1593)

## Giocatori di football americano(1)
- Enio Conti, giocatore di football americano e allenatore di football americano italiano (Napoli, n. 1913 - Tallahassee, † 2005)

## Giornalisti(2)
- Beppe Conti, giornalista e scrittore italiano (Torino, n. 1951)
- Marco Conti, giornalista italiano (Cossato, n. 1953)

## Giuristi(1)
- Giacomo Conti, giurista, magistrato e religioso italiano

## Glottologi(1)
- Egidio Conti, glottologo italiano (Acqualagna, n. 1858 - Acqualagna, † 1922)

## Ingegneri(2)
- Luciano Conti, ingegnere italiano (Firenze, n. 1868 - Frascati, † 1940)
- Pietro Conti da Cilavegna, ingegnere e inventore italiano (Cilavegna, n. 1796 - Cilavegna, † 1856)

## Mafiosi(1)
- Gregorio Conti, mafioso italiano (Comitini, n. 1874 - Pittsburgh, † 1919)

## Matematici(3)
- Alberto Conti, matematico italiano (Firenze, n. 1873 - Firenze, † 1940)
- Carlo Conti, matematico italiano (Legnago, n. 1802 - Padova, † 1849)
- Roberto Conti, matematico italiano (Firenze, n. 1923 - Firenze, † 2006)

## Medici(2)
- Antonio Conti, medico e politico italiano (Porto Torres, n. 1840 - † 1933)
- Leonardo Conti, medico e militare svizzero (Lugano, n. 1900 - Norimberga, † 1945)

## Mezzofondiste(1)
- Fabiola Conti, mezzofondista e fondista di corsa in montagna italiana (Rho, n. 1995)

## Mezzofondisti(1)
- Luigi Conti, mezzofondista e maratoneta italiano (Lecco, n. 1937 - Schio, † 2025)

## Militari(3)
- Bruno Conti, militare e partigiano italiano (Carrara, n. 1911 - Casamozza, † 1943)
- Luigi Conti, militare e aviatore italiano (Bologna, n. 1899 - Marina di Pisa, † 1926)
- Osvaldo Conti, militare e marinaio italiano (Capua, n. 1915 - Durazzo, † 1939)

## Musicisti(1)
- Enzo Conti, musicista italiano (Alessandria, n. 1955)

## Nobili(5)
- Fulvia Conti, nobile italiana (Roma, † 1611)
- Giovanni I da Ceccano, nobile italiano
- Giuseppe Lotario Conti, VI duca di Poli e Guadagnolo, nobile italiano (Poli, n. 1651 - Poli, † 1724)
- Lotario Conti, II duca di Poli e Guadagnolo, nobile, militare e diplomatico italiano (Roma - Poli, † 1635)
- Torquato I Conti, I duca di Poli e Guadagnolo, nobile e militare italiano (Poli, n. 1519 - Poli, † 1572)

## Nuotatori(1)
- Fabio Conti, ex nuotatore e ex pallanuotista italiano (Roma, n. 1972)

## Operai(1)
- Dante Conti, operaio e antifascista italiano (Torino, n. 1897 - Torino, † 1979)

## Pallanuotiste(1)
- Francesca Cristiana Conti, pallanuotista italiana (Genzano di Roma, n. 1972)

## Pallavoliste(1)
- Andrea Conti, pallavolista argentina (Buenos Aires, n. 1982)

## Partigiane(1)
- Laura Conti, partigiana, medica e ambientalista italiana (Udine, n. 1921 - Milano, † 1993)

## Patrioti(1)
- Demetrio Conti, patriota italiano (Loreto, n. 1837 - Ancona, † 1916)

## Pattinatrici artistiche su ghiaccio(1)
- Sara Conti, pattinatrice artistica su ghiaccio italiana (Alzano Lombardo, n. 2000)

## Piloti motociclistici(1)
- Michele Conti, pilota motociclistico italiano (Lecco, n. 1983)

## Pittori(7)
- Aldo Conti, pittore italiano (Milano, n. 1890 - Milano, † 1988)
- Bernardino de Conti, pittore italiano (Castelseprio, n. 1470 - Pavia, † 1523)
- Eugenio Giuseppe Conti, pittore italiano (Crema, n. 1842 - Milano, † 1909)
- Francesco Conti, pittore italiano (Firenze, n. 1682 - Firenze, † 1760)
- Giacomo Conti, pittore italiano (Messina, n. 1813 - Firenze, † 1888)
- Tito Conti, pittore italiano (Firenze, n. 1842 - † 1924)
- Primo Conti, pittore, compositore e scrittore italiano (Firenze, n. 1900 - Fiesole, † 1988)

## Poeti(2)
- Giovanni Francesco Conti, poeta e umanista italiano (Quinzano d'Oglio, n. 1484 - Quinzano d'Oglio, † 1557)
- Giusto de' Conti, poeta e umanista italiano (Roma - Rimini, † 1449)

## Politiche(1)
- Diana Conti, politica, avvocata e psicologa argentina (Buenos Aires, n. 1956 - Buenos Aires, † 2024)

## Politici(10)
- Giovanni Conti, politico italiano (Montegranaro, n. 1882 - Roma, † 1957)
- Giulio Conti, politico italiano (Monte San Pietrangeli, n. 1939)
- Lando Conti, politico italiano (Firenze, n. 1933 - Firenze, † 1986)
- Marco Conti, politico sammarinese (Rimini, n. 1969)
- Marco Conti, politico e giornalista italiano (Trasacco, n. 1934 - Roma, † 2016)
- Michele Conti, politico italiano (Pisa, n. 1970)
- Oublesse Conti, politico italiano (n. 1925 - † 2013)
- Pietro Conti, politico italiano (Spoleto, n. 1928 - Perugia, † 1988)
- Pietro Conti, politico italiano (San Donà di Piave, n. 1827 - Bologna, † 1878)
- Riccardo Conti, politico italiano (Brescia, n. 1947)

## Religiosi(1)
- Angelo Conti, religioso italiano (Foligno, n. 1226 - Foligno, † 1312)

## Scrittori(4)
- Angelo Conti, scrittore, storico dell'arte e filosofo italiano (Roma, n. 1860 - Napoli, † 1930)
- Guido Conti, scrittore italiano (Parma, n. 1965)
- Haroldo Conti, scrittore e giornalista argentino (Chacabuco, n. 1925 - † 1976)
- Natale Conti, scrittore, mitografo e storico italiano (probabilmente a Milano, n. 1520 - probabilmente a Venezia, † 1582)

## Scultori(1)
- Angelo Conti, scultore e paleontologo italiano (Ferrara, n. 1812 - Ferrara, † 1876)

## Sindacalisti(1)
- Attilio Conti, sindacalista e anarchico italiano (Castellammare Adriatico, n. 1880 - Pescara, † 1945)

## Storici(1)
- Mario Niccolò Conti, storico, linguista e saggista italiano (La Spezia, n. 1898 - Levanto, † 1988)

## Storici dell'arte(1)
- Alessandro Conti, storico dell'arte italiano (Firenze, n. 1946 - Siena, † 1994)

## Traduttori(1)
- Luca Conti, traduttore e giornalista italiano (Firenze, n. 1962)

## Veliste(1)
- Giulia Conti, velista italiana (Roma, n. 1985)

## Velisti(1)
- Giovanni Conti, ex velista sammarinese (n. 1960)

## Vescovi cattolici(3)
- Bartolomeo Conti, vescovo cattolico italiano (Manoppello - Vienne, † 1312)
- Ildebrandino Conti, vescovo cattolico italiano (Roma - Padova, † 1352)
- Piero Conti, vescovo cattolico e missionario italiano (Brescia, n. 1949)

## Senza attività specificata(2)
- Barsene Conti, italiana (Firenze)
- Gioacchino Conti, cantante castrato italiano (Arpino, n. 1714 - Roma, † 1761)